# Helina setipostitibia
Helina setipostitibia är en tvåvingeart som beskrevs av Wang, Xue och Zhang 2004. Helina setipostitibia ingår i släktet Helina och familjen husflugor. Inga underarter finns listade i Catalogue of Life.